# Louis Martin (sollevatore)
Louis George Martin (Kingston, 11 novembre 1936 – Heanor, 16 gennaio 2015) è stato un sollevatore britannico di origine giamaicana, campione mondiale ed europeo e medagliato olimpico, che ha gareggiato nella categoria dei pesi medio-massimi (fino a 90 kg.) ed ha partecipato a tre edizioni dei Giochi Olimpici.

## Biografia
Nel 1955, all'età di 19 anni, Louis Martin lasciò la Giamaica per stabilirsi nel Regno Unito, nella città di Derby, dove iniziò ad allenarsi nel sollevamento pesi dopo aver praticato altri sport. Il suo talento fu subito riconosciuto dai responsabili della federazione britannica di sollevamento pesi, concedendogli tutto il supporto tecnico necessario, nonostante che Martin avrebbe rappresentato il suo Paese d'origine fino ai Giochi dell'Impero e del Commonwealth Britannico del 1958, diventando atleta britannico successivamente.
Nel 1959 vinse il suo primo campionato nazionale britannico e poco dopo partecipò ai campionati mondiali ed europei di Varsavia, sorprendendo tutta la concorrenza e vincendo la medaglia d'oro con 445 kg. nel totale su tre prove, battendo il campione olimpico in carica, il fuoriclasse sovietico Arkadij Vorob'ëv (stesso risultato di Martin nel totale) e il polacco Czesław Białas (422,5 kg.).
L'anno seguente Martin partecipò alle Olimpiadi di Roma 1960 dove confermò lo stesso risultato nel totale dei precedenti Mondiali, ma ciò bastò soltanto a garantirgli la medaglia di bronzo dietro a Vorob'ëv (472,5 kg.), il quale nell'occasione stabilì il nuovo record del mondo nel totale, e dietro all'altro sovietico Trofim Lomakin (457,5 kg.).
Nel 1961 Martin riuscì a incrementare le proprie prestazioni, vincendo la medaglia d'argento ai campionati mondiali ed europei di Vienna con 462,5 kg. nel totale, dietro al polacco Ireneusz Paliński (475 kg.) e davanti al campione olimpico Vorob'ëv (457,5 kg.)
Nel 1962, nel mese di settembre, tornò a vincere la medaglia d'oro ai campionati mondiali ed europei di Budapest con 480 kg. nel totale, battendo Paliński (470 kg.) e lo statunitense William March (460 kg.). Due mesi dopo Martin partecipò ai Giochi dell'Impero e del Commonwealth Britannico di Perth, dove vinse la medaglia d'oro con 469,5 kg. nel totale.
L'anno successivo fu ancora medaglia d'oro ai campionati mondiali ed europei di Stoccolma con 480 kg. nel totale, mettendosi nuovamente alle spalle il polacco Paliński (475 kg.), con il 3º posto ottenuto dal sovietico Eduard Brovko (470 kg.).
Circa un anno dopo partecipò alle Olimpiadi di Tokyo 1964, dove però non riuscì a migliorarsi ulteriormente e dovette accontentarsi della medaglia d'argento con 475 kg. nel totale, alle spalle del nuovo campione sovietico ed europeo Vladimir Golovanov, vincitore con 487,5 kg. nel totale, nuovo record mondiale. La medaglia di bronzo andò a Ireneusz Paliński con 467,5 kg. La competizione olimpica del 1964 era valida anche come campionato mondiale.
Nel 1965 vinse la medaglia d'oro ai campionati europei di Sofia con 485 kg. nel totale e, qualche mese più tardi, vinse un'altra medaglia d'oro ai campionati mondiali di Teheran con 487,5 kg. nel totale, riuscendo questa volta a battere Golovanov, 2° con 480 kg. nel totale, con l'ungherese Géza Tóth al 3º posto (462,5 kg.).
L'anno seguente Martin vinse la medaglia d'oro ai Giochi dell'Impero e del Commonwealth Britannico di Kingston, sua città natale, con 462 kg. nel totale.
Nel 1968 partecipò alla sua terza Olimpiade a Città del Messico, dove però non riuscì a concludere la gara, avendo fallito i tre tentativi a 192,5 kg. nella prova di slancio, dopo aver concluso le prime due prove al 5º posto parziale, finendo pertanto fuori classifica.
Nel 1970 Martin vinse la sua terza medaglia d'oro consecutiva ai Giochi del Commonwealth Britannico nell'edizione che si tenne a Edimburgo, con 457,5 kg. nel totale.
Dopo quest'ultimo successo si ritirò dall'attività agonistica, durante la quale realizzò anche due record mondiali, uno nella prova di slancio e uno nel totale.
Successivamente Louis Martin lavorò nelle Ferrovie britanniche e si dedicò anche all'attività di allenatore di sollevamento pesi, diventando anche presidente della Federazione britannica di questa disciplina sportiva.
Morì di cancro nel 2015 all'età di 78 anni.